# L'Île aux filles perdues
Pour plus de détails, voir Fiche technique et Distribution.
L'Île aux filles perdues (Le prigioniere dell'isola del diavolo) est un film italo-français de Domenico Paolella sorti en 1962.

## Fiche technique
- Titre français : L'Île aux filles perdues
- Titre original : Le prigioniere dell'isola del diavolo
- Réalisation : Domenico Paolella
- Scénario : Domenico Paolella et Ernesto Gastaldi (non crédité)
- Directeur de la photographie : Carlo Bellero
- Musique : Egisto Macchi
- Genre : Film d'aventures, Drame
- Pays :  Italie,  France
- Durée : 86 minutes
- Date de sortie :
  - Italie : 28 juillet 1962
  - France : 29 mai 1963

## Distribution
- Guy Madison (VF : Jean Claudio) : le capitaine Henri Vallière
- Michèle Mercier (VF : Elle-même) : Martine Foucher
- Frederika Ranchi : Jeannette
- Marisa Belli (VF : Mireille Darc) : Michèle
- Paul Muller (VF : Raymond Loyer) : le lieutenant Lefèvre
- Tulio Altamura (VF : Pierre Leproux) : le sergent Dubois
- Antonella Della Porta : Louise
- Carlo Hintermann (VF : René Bériard) : le capitaine Duval
- Gisella Arden : Maeva
- Fernando Piazza : Michael
- Roldano Lupi (VF : Jacques Eyser) : Francis Bart, le chef des pirates
- Margareth Rose Keil : Rosy
- Claudine Damon (VF : Michèle Bardollet) : Pauline, la parisienne